# František Xaver Faulhaber
František Xaver Faulhaber (1760 Mělocholupy – 10. ledna 1832 Litoměřice) byl katolickým knězem, vyučující na Karlově univerzitě od roku 1805 a na vídeňské univerzitě od roku 1814, generálním vikářem litoměřické diecéze a děkanem litoměřické kapituly v letech 1822–1832.

## Život
Pocházel z německy mluvící rodiny. Narodil se v Měcholupech, na kněze byl vysvěcen v roce 1787. Nejdříve působil jako kaplan v Chomutově. V roce 1805 začal učit německy pastorální teologii na pražské Karlově univerzitě. Ve výuce pokračoval v letech 1814-1816 na univerzitě ve Vídni. Zde také zasáhl do některých dějů, které jsou zmiňovány v teologické literatuře. Byl rektorem kněžského alumnátu a ředitelem teologických studií. Osvojil si kromě své mateřské němčiny také češtinu, takže se vyrovnal rodilým Čechům. V důsledku toho povzbuzoval alumny ke studiu češtiny a dobré české literatury.
V roce 1816 se vrátil do litoměřické diecéze a stal se sídelním kanovníkem katedrály sv. Štěpána. V roce 1822 byl jmenován generálním vikářem litoměřické diecéze a děkanem katedrální kapituly. Jako profesor se stal později také kanovníkem kolegiátní kapituly u Všech Svatých na pražském hradě, která je vyhrazena kněžím-vysokoškolským pedagogům.
Jako konzistorní rada v Litoměřicích pečoval o vyznamenání pro zasloužité duchovní pastýře. Byl vzdělaný; povahy tiché, laskavé a vlídné při jednání.